# Хапакс
Хапакс (на старогръцки: ἅπαξ) или hapax legomenon се нарича рядко употребявана дума, която се среща само веднъж в писмените текстове на някоя култура, автор или конкретно произведение. Използва се много широко в изследванията в областите на класическа филология и античната история. Думата, която наричаме „хапакс“ е толкова рядко използвана, че се е запазила само в един-единствен текст, или е неологизъм – творение на съответния автор. Такива думи създават трудности в преводите и разбирането.